# Personnages de The Hunger Games
Ce qui suit développe des informations sur les personnages des romans Hunger Games, de Suzanne Collins.
- Haut – A
- B
- C
- D
- E
- F
- G
- H
- I
- J
- K
- L
- M
- N
- O
- P
- Q
- R
- S
- T
- U
- V
- W
- X
- Y
- Z

## A

### Annie Cresta
Elle vient du District 4, le secteur de la pêche. Étant donc une nageuse hors pair, elle remporte les 70es  jeux,  après que l'arène a été inondée à la suite d'un tremblement de terre et d'une rupture de barrage. Pendant ces jeux, son coéquipier est décapité sous ses yeux, ce qui provoque chez elle une instabilité psychologique. Elle a la malchance d'être à nouveau tirée au sort lors des 75es Hunger Games, mais Mags se porte volontaire à sa place. Elle est le grand amour de Finnick Odair.
Retenue au Capitole pendant la révolte, elle est exfiltrée en même temps que Peeta et Johanna et retrouve Finnick qu'elle épouse et à qui elle donnera un fils. Mais Finnick meurt tragiquement avant sa naissance. À la fin du tome 3, Annie partage l'avis de Peeta et de Beetee et vote contre une nouvelle édition des Hunger Games dont les enfants du Capitole seraient les tributs. Selon elle, c'est ce qu'aurait voulu Finnick.
Elle est décrite comme ayant des cheveux châtains et des yeux vert d'eau,. Son rôle dans le film est joué par l'actrice australienne Stef Dawson.

### Atala
C'est une femme athlétique de grande taille qui supervise l'entraînement des tributs aux 74es et 75es Hunger Games. Elle pose les règles à respecter et énumère les différents ateliers aux tributs. Si ceux des 74es jeux semblent assidus, ce n'est guère le cas pour ceux des 75es dont la moitié seront en retards ou absents, affaiblis depuis de nombreuses années par l'alcool et les drogues, ce qui ne déstabilise pas pour autant l'instructrice.
Atala est jouée par Karan Kendrick et n'est présente que dans le premier film.

### Dr Aurelius
C'est un psychiatre qui s'occupe de Katniss après la chute du Capitole. Il fait en sorte qu'on la laisse tranquille pour qu'elle se remette émotionnellement de la mort de sa sœur. Il n'essaie pas de la réconforter directement mais lui demande plutôt de se confier, chose qu’elle ne fera pas. Le psychiatre en profitera pour faire de longues séances de sieste et pour la remercier, il prendra sa défense lors de son jugement du meurtre de la présidente Coin en la décrivant comme « une folle incurable en état de choc ». Katniss sera libérée et rejoindra le district 12 sous condition de continuer ses séances au téléphone avec le psy resté au Capitole. Cependant, Katniss ne le fera pas non plus, encore trop marquée par la mort de Prim. Aurelius s'occupera également de Peeta et ne fera sortir le jeune homme que plusieurs mois plus tard. Peu à peu, Katniss finira par écouter les conseils du docteur en refaisant des gestes du quotidien, et se reconstruira grâce à ses amis et en retraçant sa vie sur un livre.

## B

### Beetee
Dans le roman, il se prénomme seulement Beetee ; dans le second film, on apprend son nom (Latier) au moment où on l'appelle pour passer devant les juges.
Ancien vainqueur des Hunger Games, il est tiré au sort pour être le tribut mâle du District 3 lors de la troisième édition de l'Expiation (ou 75es Hunger Games). Il avait remporté ses jeux grâce à ses pièges électriques, ce qui lui a valu le surnom de Volts.
Durant l'Expiation, il est protégé par Johanna Mason car tous deux connaissent le plan des rebelles et sait qu'il est indispensable à son exécution. C'est en effet lui qui crée le dispositif  qui fera exploser le champ de force qui entoure l'arène et permettra ainsi le sauvetage de Katniss, Finnick et lui-même par les rebelles.
Une fois dans le District 13, il fabrique avec Gale des armes très puissantes et pirate les communications du Capitole. Il sera un des sept derniers vainqueurs des Hunger Games encore en vie. À la fin du Tome 3, Beetee partage l'avis de Peeta et d'Annie et vote contre une nouvelle édition des Hunger Games où les enfants du Capitole seraient les tributs, car il estime que ce serait un "précédent fâcheux".
Beetee est interprété par Jeffrey Wright.
Dans le préquel lever de soleil sur la moisson, on apprend que son fils, Ambert, a été tiré au sort pour la 2ème Expiation des Hunger Games. Il explique que Snow ne pouvait pas le tuer car il était trop "précieux" et qu'il a donc condamné son fils.

### Blight
Ancien vainqueur d'une édition des Hunger Games, il est le partenaire de Johanna Mason du district 7, tiré au sort pour participer aux 75es Hunger Games. Alors que du sang chaud tombe du ciel, il finit par tomber sur le champ de force qui entoure l'arène et s'électrocute. Dans le film, il est interprété par Bobby Jordan.

### Boggs
Garde du corps, en quelque sorte, de Coin avant de devenir celui de Katniss. C'est un grand homme solide d'une quarantaine d'années, cheveux gris en brosse et les yeux bleus. Pour Katniss au départ, c'est juste "un gorille"  mais au fil du temps, elle le trouvera de plus en plus sympathique. Derrière sa carapace se trouve en effet quelqu'un de gentil et d'intègre. Il accompagnera et protègera Katniss dans ses missions de propagande. Il meurt au commandement de l'escouade star pendant la mission d'infiltration au capitole, en marchant sur une mine qui lui arrache les deux jambes. Il aura le temps de reprogrammer l'holo pour Katniss, la faisant pour ainsi dire chef de l'escouade. Il lui demande de ne se fier à personne, de tuer Peeta s'il le faut, et de terminer ce pour quoi elle était venue.
L'acteur Mahershala Ali joue le rôle de Boggs dans la saga cinématographique
.

### Bonnie
Fugitive du district 8, à peu près de l'âge de Katniss, elle est mince, a les dents de travers et une tache de naissance au-dessus d'un œil. Elle est en route avec Twill pour le district 13. Sa famille est morte dans le bombardement de l'usine de textile qui a aussi tué le mari de Twill. Son uniforme et ses bottes de pacificateur sont trop grands car ils étaient destinés à ce dernier. Du coup, elle s'est tordu la cheville et marche en s'aidant d'un bâton. Katniss rencontrera les deux femmes dans la forêt et les aidera du mieux qu'elle pourra. Quand elles se quitteront, Bonnie aura les larmes aux yeux. On ignore ce qu'elles deviendront par la suite car quand Katniss est dans le 13, personne ne les a vues.

### Bristel
Mineur au district 12 et équipier de Gale. Il aidera à porter ce dernier après qu'il eut été fouetté par Thread.

### Brutus
C'est un ancien vainqueur des Hunger Games d'une quarantaine d'années (autour des 48es Hunger Games). Venant du district 2, il s'est probablement porté volontaire pour ses premiers jeux et est impatient d'y retourner pour l'édition de la troisième expiation, où il sera le partenaire de district d'Enobaria. On apprend lors de l'interview de Peeta dans le tome 3 que Brutus est mort dans l'arène, tué par ce dernier, après avoir lui-même tué Chaff.
Dans le film, il est interprété par Bruno Gunn.

### Buttercup
Buttercup est le chat de Prim, la sœur de Katniss (à noter que son nom Buttercup, soit en anglais Bouton d'or, est plutôt ironique puisqu'il est décrit comme "le chat le plus laid du monde" par Katniss dans le premier volume). Il déteste Katniss comme elle le déteste car elle a essayé de le noyer quand il était petit. Resté au district 12 après le bombardement de celui-ci, Katniss le récupère pour le donner à Prim au district 13. À la fin du dernier volume, ne voyant pas sa maitresse revenir, il rejoint à pied le douze. Katniss essaie de le chasser mais Buttercup reste là et elle éclate en sanglot. Ils parviennent finalement à une sorte d'entente, rapprochés par la perte de Prim.
On sait aussi que Katniss aime bien lui donner des restants d'os, des animaux qu'elle chasse.
Dans le livre, il est décrit comme un vieux chat couleur paille à la fourrure jaunâtre, avec la moitié d'une oreille manquante.

## C

### Caesar Flickerman
Caesar Flickerman est l'interviewer des tributs des Hunger Games depuis de nombreuses années. Il est célèbre pour son apparence excentrique (la couleur de son maquillage et de ses cheveux varie chaque année) et pour son costume bleu nuit. Il se montre souvent conciliant avec les candidats, s'appliquant à les mettre en valeur aux yeux du public afin de les aider par la suite. Il est très bon pour faire sortir les tributs de leur petite coquille.
C'est également lui qui interviewera Peeta lors de la rébellion, appelant ce dernier à un cessez-le-feu. Il est en quelque sorte l'arme de propagande du Capitole,. C'est Stanley Tucci qui interprète son rôle au cinéma.

### Cashmere
Carrière du district 1, elle gagne les jeux à un an d'intervalle de son frère, Gloss, quand Katniss était petite (autour des 65es Hunger Games). Très belle femme, on apprend d'Haymitch qu'elle a dû, tout comme Finnick et d'autres gagnants des jeux, se prostituer aux riches personnalités du Capitole. Elle est tuée par Johanna à la Corne d'abondance, recevant une hache dans la poitrine, alors qu'elle attaque le groupe de Katniss avec les carrières. Bien que n'étant pas des rebelles, Cashmere et Gloss n'hésitent pas à incriminer subtilement le président Snow lors des interviews de Caesar Flickerman.
Cashmere est blonde et "possède la beauté classique" des gens du district 1. Dans le second film, elle est jouée par Stephanie Leigh Schlund.

### Castor
Castor est un homme du Capitole, faisant partie du groupe de rebelles. Il est caméraman pour le District 13 et travaille avec Cressida. Il est le frère de Pollux, lui aussi caméraman. Castor filmera avec son frère les exploits de Katniss dans les districts 8, 12 et 2 ainsi que lors de la mission d'infiltration au sein du Capitole. Sa mort dans les égouts est suggérée, probablement tué par les mutations génétiques. Plus tard, Katniss verra son visage apparaitre lors d'un flash spécial à la télévision, confirmant ainsi sa mort.
Son nom, ainsi que celui de son frère, pourraient être en rapport avec les deux frères du même nom de la mythologie grecque. Castor est joué par Wes Chatham.

### Cato
Tribut masculin du district 2, Cato est un jeune homme "monstrueux", volontaire lors des 74es Hunger Games et tribut de "carrière" (c'est-à-dire qu'il a déjà été entraîné avant les jeux). Il est très complice avec les autres carrières au centre d'entrainement où il obtient comme ses compères une note élevée (10 dans le film) lors de l'examen devant les juges. C'est un redoutable tueur, un personnage impitoyable.
Cato fera partie des quatre finalistes après la mort de la Renarde. Il se réfugie sur la corne d'abondance pour échapper aux mutations génétiques avant que Katniss et Peeta en fassent de même. Cato attrape ensuite Peeta par le cou et menace Katniss qui le tient en joue. La situation semble bloquée mais Peeta dessine une croix avec son propre sang sur la main de Cato. Katniss comprend et tire sa flèche. La main transpercée, Cato tombe de la Corne d'abondance et agonisera toute la nuit, dévoré par les mutations. Katniss l'achèvera ensuite d'une flèche (dans le film, Katniss abrège ses souffrance quelques secondes après sa chute). Dans le film, il est à l'origine de nombreuses morts dans l'arène, notamment dans l'ordre :
- tribut masculin (district 6) ;
- tribut féminin (district 4) dans le Making-of ;
- tribut masculin (district 4) ;
- tribut masculin (district 3) ;
- Thresh (district 11) sous-entendu dans le tome 1 (dans le film, Thresh meurt probablement dévoré par des mutations génétiques).

Il blesse également gravement Peeta à la jambe d'un coup d'épée.
Cato est interprété par l'acteur canadien Alexander Ludwig

### Cecelia
Ancienne gagnante du district 8, Cecelia a une trentaine d'années et est mère de trois enfants. Elle est sélectionnée pour les jeux de l'expiation et est l'une des premières à mourir dans l'arène à la Corne d'abondance dans le bain de sang avec Woof, son partenaire de district. Elle est jouée par Elena Sanchez.

### Chaff
Ancien Gagnant du district 11 et vieil ami de Haymitch, avec qui il boit souvent, Chaff est sélectionné pour participer à l'expiation avec Seeder, une femme d'une soixantaine d'années. Il avait gagné les 45es Hunger Games. Il taquine Katniss en l'embrassant sur la bouche peu après la parade en char. C'est un homme à la peau foncée de plus d'1,80 m dont l'avant bras gauche se termine par un moignon. Il appartient à la rébellion et sera l'avant-dernier à mourir dans l'arène, tué par Brutus. Chaff est joué par E. Roger Mitchell.

### Cinna
Cinna est le styliste de Katniss. Il demande à être affecté aux tributs du District 12. Il est décrit comme quelqu'un de calme, patient, doux et simple, contrastant avec l'extravagance des habitants du Capitole. C'est sans doute le premier des membres du Capitole avec qui Katniss se lie d'amitié. C'est un styliste brillant qui créera toutes les robes et costumes, de Katniss pour les jeux, et aussi sa garde-robe personnelle ainsi qu'une combinaison blindée qui la protégera ultérieurement lors des combats au sein de la rébellion.
Dans le deuxième volume, il confie à Katniss qu'il canalise ses émotions dans son travail. C'est en effet à travers la robe de mariée de Katniss que l'on comprend qu'il est du côté des rebelles (lorsque Katniss tourne sur elle-même, la robe s'enflamme et devient un costume de Geai moqueur, le symbole de la rébellion). Alors que Katniss monte dans l'ascenseur pour l'arène pour la seconde fois, il est battu à mort sous ses yeux afin de la déstabiliser.
On apprend dans le troisième volume qu'il succombe aux interrogatoires. Il demeure cependant très présent dans les pensées de Katniss. S'il pouvait parier, il parierait sur la victoire de Katniss,. Dans les deux premiers films, Cinna est interprété par le chanteur Lenny Kravitz.

### Claudius Templesmith
Légendaire présentateur des Hunger Games, c'est lui qui commente les Jeux et fait les annonces aux tributs dans l'arène. Lorsqu'il annonce, paniqué, dans les 74es Jeux que Katniss et Peeta sont les deux gagnants définitifs (les empêchant du coup de s'empoisonner au sureau mortel), il ne fait qu'obéir aux ordres du Haut Juge Seneca Crane qui préférait avoir deux vainqueurs plutôt qu'aucun. Plus tard, sa voix sera artificiellement utilisée par les rebelles pour présenter le spot de propagande de Katniss dans le district 8. Claudius est joué par le britannique Toby Jones dans les deux premiers films de la saga.

### Clemensia Dovecote
Meilleure amie de Coriolanus Snow dans son enfance et adolescence. Dite gentille, populaire, belle et intelligente, elle est choisie par sa classe avec Coriolanus et Arachne Crane (qui mourra avant leur réunion) pour rédiger une "dissertation" ayant pour sujet "Comment amener plus de gens à regarder les Hunger Games ?". Elle devait retrouver les deux autres au zoo le soir puis repartir avec eux, mais leur réunion a été "annulée" à cause de la mort d'Arachne. Bouleversée, elle rentre chez elle sans Coriolanus et pense se réunir avec lui le lendemain car ils sont tous les deux très affectés par la mort de leur camarade. Néanmoins, Coriolanus, ayant peur des représailles si le travail n'est pas remis dans les temps à la Haute Juge, rédige seul le soir un texte avec leurs idées. Le lendemain, il demande à Clemensia de l'accompagner à la Citadelle pour remettre le travail à la Dr Gaul. Clemensia est un peu fâchée mais ne le reste pas longtemps. Quand ils arrivent, la Dr Gaul leur demande s'ils ont bien fait la dissertation ensemble et ils mentent en disant que oui. Elle leur dit ensuite que son assistant a malencontreusement mis leur travail dans la cage de serpents colorés (des mutations génétiques) et leur demande de le récupérer. Coriolanus récupère la première feuille sans problèmes, mais quand vient le tour de Clemensia, elle se fait mordre par les serpents car ils ne connaissent pas son odeur, ce qui signifie qu'elle n'a pas touché le papier. Pendant qu'elle est emmenée à l'hôpital, la Dr Gaul révèle à Coriolanus que c'était fait exprès car elle n'aime pas le mensonge.
Après cela, Clemensia guérit peu à peu mais le venin a affecté son cerveau. Quand elle revient de l'hôpital, elle se montre agressive et dure. Elle en veut à Coriolanus car il n'est pas venu la voir à l'hôpital.
Elle finit par lui pardonner et redevenir normale.
Elle est la mentor de Reaper, qui meurt en dernier.

### Clove
Jeune fille tribut des 74es Hunger Games, carrière elle aussi, elle vient du District 2 et c'est la partenaire de Cato. C'est une concurrente particulièrement redoutable au lancer de couteaux. Elle obtient entre 8 et 10 (10 dans le film) lors de l'examen au centre d'entrainement. Elle est cependant tuée par Thresh devant la corne d'abondance : il lui fracasse le crâne avec une pierre (dans le film, il la projette violemment contre la corne). Thresh la tue parce qu'elle avoue avoir manigancé pour tuer Rue. Au début du jeu, elle tue le tribut masculin du district 9 et par la suite, manque par deux fois de tuer Katniss.
Dans le film, Clove est jouée par l'actrice Isabelle Fuhrman.

### Coin
Alma Coin est la Présidente du District 13, un district dont la population vivait dans des bunkers souterrains après avoir prétendu être annihilé durant les jours obscurs. Elle apparaît dans le tome 3, où elle sera l'un des piliers de la révolte. C'est un personnage mystérieux, autoritaire et pragmatique, parfois même cruelle. On ignore ses réelles intentions, mais d'après les suppositions des personnages, on apprend qu'après avoir remporté la guerre, elle compte devenir la présidente de Panem. Elle souhaite vraisemblablement la mort de Katniss qui fait ombre à ses ambitions. Depuis leur rencontre, les deux personnages entretiennent des relations conflictuelles. À l'issue de la guerre, Coin proposera et fera voter par les sept vainqueurs des Hunger Games encore en vie, une dernière édition des jeux impliquant les enfants du Capitole, pour compenser de probables exactions vengeresses sur leurs habitants de la part du reste des districts. C'est parce qu'elle est à l'origine de la mort de Prim et que sa motivation première est son ambition de contrôle total de Panem que Katniss la tue dans les derniers chapitres avec la flèche destinée au président Snow.
Coin est décrite comme ayant des cheveux gris lisses, sans aucune mèche de travers. Elle est âgée d'une cinquantaine d'années. C'est l'actrice Julianne Moore qui incarne le personnage dans les deux derniers films.

### Coriolanus Snow
Il est le président de Panem, à la tête de tous les districts et du Capitole. C'est un homme de petite taille aux cheveux blancs. Il dirige Panem d'une main de fer, écrasant les rébellions, mettant tout en œuvre pour préserver son système autoritaire et despotique. Il est cruel, amoral, manipulateur et perfide. Dans le dernier volume, on apprend de Finnick qu'il est devenu président en empoisonnant tous ses opposants politiques, en allant jusqu'à absorber lui-même une dose de poison pour tromper leur vigilance.
Katniss déteste cet homme plus que tout et se promet de le tuer. Quand le conflit cesse, la jeune femme se retrouve par hasard nez à nez avec Snow, maintenu captif dans sa roseraie avant son exécution. Lors de ce face à face, il lui apprend quelles sont les vraies intentions de Coin et que cette dernière est indirectement responsable de la mort de Prim. Au moment où Katniss doit exécuter l'ancien dictateur, elle sait qu'il lui a dit la vérité et abat Coin d'une flèche à sa place. Snow meurt finalement attaché à son poteau d'exécution étouffé par la foule ou par son propre sang (à cause des ulcères qu'il a dans la bouche).
C'est l'acteur Donald Sutherland qui joue le rôle du président Snow.

### Cray
C'est le chef des Pacificateurs du district 12. Peu populaire, Cray est un homme alcoolique, ayant l'habitude de payer des jeunes filles démunies en échange de faveurs sexuelles. Katniss se remémore que si elle avait été plus âgée à la mort de son père, elle aussi aurait pu se prostituer pour survivre. Sous son commandement cependant, les Pacificateurs ferment les yeux sur le braconnage et le marché noir car eux-mêmes sont des clients des habitants du district. Les châtiments corporels n'ont pas cours et la bonne entente règne malgré les conditions de vie difficiles. Cray disparaît sans laisser de traces après la tournée des vainqueurs des 74es Hunger Games remplacé par Thread. Dans le second film, il est arrêté sans ménagement par les hommes de ce dernier. Cray est joué par Wilbur Fitzgerald.

### Cressida
C'est la réalisatrice qui va diriger l'équipe de tournage pour la propagande du district 13. Elle sera également membre de l'escouade star lors de l'infiltration au Capitole et l'une des seules survivantes avec Katniss, Gale, Peeta et Pollux. Originaire du Capitole, elle trouvera Tigris qui leur offrira une cachette. Cressida est une fille qui se donne à fond dans son travail, n'hésitant pas à se mettre au devant du danger pour filmer des images chocs, les seules pouvant donner un sens à la cause de la rébellion dans les districts. Elle se lie d'amitié avec Katniss et la crédibilisera face à Jackson lors de l'infiltration au Capitole afin de la soutenir dans sa volonté d'aller jusqu'au bout de sa mission, à savoir tuer Snow.
On apprend à la fin du troisième tome qu'elle couvrira avec Pollux les ravages occasionnés par la guerre. Dans le dernier film, elle immortalise avec ce dernier l'exécution de Snow. L'actrice anglaise Natalie Dormer joue le rôle de Cressida dans les deux derniers films. Elle a les cheveux mi-longs à moitié rasés et possède un tatouage (des feuilles de lierre) sur cette moitié. Dans le tome, ses cheveux sont entièrement rasés.

## D

### Dalton
Réfugié du district 10, il apparaît au début du troisième tome. Auparavant, il travaillait comme généticien dans un élevage de bœuf. Il apprend à Katniss qu'une épidémie de vérole a jadis sévi au district 13 et que tout nouveau réfugié sain est le bienvenu pour servir de reproducteur. Plus tard, Dalton sera convié par Haymitch avec d'autres pour discuter de la séquence de propagande tournée par Katniss. Il suggérera de lui enlever son maquillage pour lui rendre son vrai âge. Dalton n'apparait pas dans le film et cette suggestion sera faite par Boggs. Plus tard, Dalton mènera la cérémonie de mariage de Finnick et Annie.

### Darius
C'est un des plus jeunes Pacificateurs du District 12 ainsi qu'un habitué de la Plaque. Il s'entend très bien avec Katniss et semble même avoir des sentiments pour elle. Dans le tome 2, il a vraisemblablement essayé de défendre Gale lorsque celui-ci est fouetté par Romulus Thread, malheureusement pas de manière officielle, ce qui lui vaut d'être châtié à son tour. Lorsque Katniss retourne au Capitole pour l'Expiation, elle retrouve la Muette avec à ses côtés, le jeune Darius, devenu muet lui aussi, la langue coupée. Ceci affaiblira beaucoup Katniss, qui avait une grande sympathie pour lui. Dans le troisième opus, on apprend qu'il a été torturé à mort sous les yeux de Peeta.
Darius est un homme dans la vingtaine, qui paraît en avoir seize, aux cheveux roux comme la Muette Lavinia. Lorsqu'il était torturé au Capitole, ses gardiens de prison les surnommaient les "rouquins".

### Delly Cartwright
Elle est une amie d'enfance de Peeta. Elle est citée pour la première fois dans le premier volume lorsque Katniss croise et reconnait la jeune servante rousse muette. Elle avait assisté à son enlèvement plusieurs années auparavant et en la voyant de nouveau, elle avoue la connaître. Comme tout lien entre elles peut leur attirer des ennuis, Peeta la couvre en prétendant la reconnaître lui aussi. Il prétend alors que cette jeune fille rousse ressemble à Delly, ce pourquoi Katniss pense l'avoir déjà vue.
Le volume 3 permet au lecteur d'en apprendre davantage sur elle. Son petit frère et elle purent échapper au bombardement du district 12 et se réfugier au treize, alors que ses parents, qui tenaient un magasin de chaussures, périssaient sous les bombes. Delly est une jeune fille simple, agréable et amicale. Elle est toujours prête à défendre les personnes qu'elle juge honnêtes et montrer aux autres le meilleur côté de ces derniers. Après que Peeta a été torturé par le Capitole, il rejette violemment tout souvenir lié à Katniss et en général à son ancienne vie. Delly est la première personne à qui il parle normalement puisqu'elle est la seule à ne pas être liée de trop près à Katniss. Elle prend régulièrement la défense de Katniss lorsque Peeta l'insulte". Elle finit même par se mettre en colère contre lui malgré son caractère agréable, ne supportant pas les mensonges que Peeta raconte à propos de Katniss, bien que ce ne soit pas de sa faute".
Delly est décrite comme étant une fille aux formes généreuses, au visage terreux et aux cheveux couleur paille.

## E

### Effie Trinket
Effie Trinket, interprétée par Elizabeth Banks, est l'hôtesse des tributs du District 12. Elle organise la Moisson dans ce district et elle est chargée de tirer au sort les noms des tributs. En véritable citoyenne du Capitole, elle porte des perruques extravagantes et des tenues de couleurs criardes. Elle passe son temps à faire des gaffes dans ses propos.
Obsédée par les bonnes manières, elle aura du fil à retordre avec Katniss qui de son côté mettra un point d'honneur à l'exaspérer. Son rêve est d'être promue dans un bon district. Chaque matin, elle réveille Katniss en lui annonçant qu'ils ont devant eux « une grande grande grande journée ! »,. Elle finira très vite par s'attacher à Katniss et Peeta qui malgré ses extravagances, la trouvent gentille, bien que stupide. C'est une personne très organisée et à cheval sur la ponctualité.
Katniss retrouve Effie dans le Tome 3, ce qui prouve qu'elle a survécu à la rébellion, mais son apparition est plutôt brève. Dans le troisième film, elle est présente dès le début aux côtés de Plutarch afin de conseiller ce dernier et mettre en valeur Katniss pour son rôle de Geai moqueur. Dans le dernier film, à la fin, juste avant que Katniss ne rentre au district 12, on la voit embrasser Haymitch.

### Enobaria
Tribut du District 2 pour les 75es Hunger Games, Enobaria est une femme d'une trentaine d'années connue pour sa violence. Elle n'a en effet pas hésité à égorger avec les dents un tribut lors de ses précédents jeux (autour des 62e) qu'elle remporta. Depuis, elle est devenue célèbre et s'est fait tailler les dents en pointe. Enobaria a sûrement entraîné Cato et Clove en tant que mentor avec l'aide de Brutus . Elle se battra comme un lion dans l'arène de la troisième édition des Jeux de l'Expiation, parcourant la jungle avec son partenaire de district Brutus. La suite est plus confuse car elle réapparait à l'arbre à foudre accompagnée de Finnick sans qu'on sache trop pourquoi mais il est vraisemblable qu'elle sera capturée par le Capitole sans être inquiétée car venant du district 2. Elle survivra également à la guerre car elle bénéficie de l'immunité demandée par Katniss, ce qui lui vaudra la colère de Johanna qui aurait en effet préféré la voir morte. Comme cette dernière, Enobaria se portera favorable à la création de nouveaux Hunger Games mettant en scène les enfants du Capitole.
Enobaria est interprétée dans le second et quatrième film de la saga par Meta Golding.

### Asterid Everdeen
Elle est la mère de Katniss et de Primrose. Lorsqu'elle était jeune, c’était une femme d'une grande beauté. Elle était la meilleure amie de Maysilee Donner, cette dernière a été moisonnée pour les cinquantièmes Hunger Games. Elle a été courtisée à la fois par le père de Katniss et par celui de Peeta mais préféra le premier car lorsqu'il chantait, les oiseaux s'arrêtaient pour l'écouter.
Elle fait office de guérisseuse au District 12 quand le docteur ne peut ou ne peut plus soigner un patient (bien qu'elle ne soit davantage pharmacienne que médecin),,. Elle sombre peu à peu dans la dépression après la mort de son époux, obligeant sa fille ainée Katniss à prendre la tête de la famille.
Après les 74es jeux, elle vit avec Katniss et Prim au village des vainqueurs et sera sauvée du bombardement qui détruira le district 12. Dans le District 13, son expérience auprès des blessés lui vaudra d'être acceptée dans l'hôpital du district 13 en tant qu'infirmière. À la fin du dernier volume, elle ne retourne pas au district 12 car leur ancienne maison lui rappelle trop de souvenirs douloureux (la mort de son époux et celle de sa seconde fille, Primrose). Elle participe finalement à l'implantation d'un hôpital dans le District 4.
Au début de la trilogie, sa passivité engendrée par la mort de son époux lui vaut le ressentiment de Katniss. Progressivement cependant, les jeux, la guerre et la mort de Prim finiront par renforcer leurs liens.
On découvre dans le second préquel son prénom,   son nom de jeune fille (March), et qu'elle s'est mariée avec Burdock Everdeen, le meilleur ami d'Haymitch Abernathy.
L'irlandaise Paula Malcomson joue son rôle dans les quatre films de l'adaptation cinématographique de la saga.

## F

### Finnick Odair
Vainqueur des 65es Hunger Games à l'âge de 14 ans seulement, Finnick est un très beau jeune homme, adulé par une foule d'admiratrices du Capitole, et chouchou du public. Membre du District 4 (celui de la pêche), c'est un expert dans le maniement du trident. Il joue beaucoup sur son physique et son assurance pour taquiner Katniss ou la mettre mal à l'aise. Au premier abord, Katniss le considère comme séducteur, arrogant et même dangereux, elle prévoit d'ailleurs de ne pas le prendre comme allié dans l'arène jusqu'à ce qu'elle remarque le bracelet que Finnick porte au poignet durant les Jeux de l'expiation, identique à celui d'Haymitch. Elle comprend alors qu'il veut s'allier avec elle, mais elle restera toujours méfiante envers lui. Il s'avéra finalement un très bon allié, à la fois fort, sensible, drôle et gentil. Il sauvera Peeta après son électrocution et ressortira vivant des 75es Jeux à la suite du plan échafaudé par les rebelles.
Dans le tome 3, Annie Cresta, qu'il aime, étant aux mains du Capitole, il est perturbé et séjourne la plupart du temps à l'hôpital du District 13, où il a la manie de nouer des cordes afin d'occuper son esprit. Son amitié avec Katniss et sa force mentale auront peu à peu raison de ses troubles psychologiques. On apprend que le Capitole l'a prostitué en échange de la survie de ses proches. Cela sera utile à Finnick pour soutirer des informations compromettantes sur le président Snow.
Il se marie avec Annie (libérée par les rebelles), et aura un fils. Cependant, il meurt avant sa naissance, décapité par des animaux issus de mutations génétiques lors de l'invasion du Capitole, il ne saura jamais que sa femme attend un fils. Finnick Odair est joué par le Britannique Sam Claflin dans les films adaptés.

### Flavius
C'est l'un des préparateurs de Katniss lors des 74es Hunger Games et lors de l’Édition d'Expiation,. Il est décrit dans le livre comme joyeux et superficiel. Il porte des anglaises orange et du rouge à lèvres violet. Il s'attache beaucoup à Katniss, de telle sorte que lors de l'édition d'Expiation des Hunger Games, il devra arrêter de la coiffer, car il n'arrête pas de pleurer. Dans le tome 3, on découvre qu'il a été rapatrié au district 13 à la fin de l'édition d'Expiation, avec les deux autres membres de l'équipe de préparation de Katniss. Il sera torturé par la présidente Coin pour avoir volé du pain, puis libéré par Plutarch, afin qu'il reprenne sa fonction de préparateur avec le reste de l'équipe, Octavia et Venia. Avec elles, Flavius sera chargé une dernière fois de préparer Katniss en vue de la mise à mort de Snow. Malgré l'état de la jeune femme, il parviendra à accomplir un miracle en lui rendant sa beauté dans son costume de geai moqueur. Flavius est joué dans les films par Nelson Ascencio.

### Fulvia Cardew
C'est l'assistante de Plutarch et vient elle aussi du Capitole. Elle est reconnaissable grâce à ses fleurs argentées tatouées sur ses joues. Elle est responsable des spots de propagande contre le Capitole que doit tourner Katniss. Le premier tournage est cependant un fiasco car l'héroïne ne parvint pas à paraitre naturelle en studio. Haymitch propose alors de faire tourner Katniss sur le front, et mise en scène par Cressida, le tournage est cette fois une réussite. La fierté de Fulvia en prend un coup mais Cressida, en grande professionnelle, valorisera Fulvia pour son idée de tourner d'autres spots en hommage aux tributs morts dans l'arène.

## G

### Gale Hawthorne
Gale (joué par Liam Hemsworth dans les films) est le compagnon de chasse de Katniss ainsi que son meilleur ami. Il est le fils d'Hazelle et l'aîné de sa fratrie. Le père de Gale est mort dans le même coup de grisou qui a tué celui de Katniss. Gale est un chasseur hors pair particulièrement doué dans l'art de poser des pièges (colet). C'est d'ailleurs lors d'une chasse en forêt qu'il rencontrera Katniss et ils formeront un duo inséparable. Ils rêvent de quitter un jour le District pour vivre dans la forêt. On apprend dans le tome 3 que Gale a commencé à avoir des sentiments pour elle 6 mois avant les 74es Hungers Games, quand Darius a tenté de la draguer. Responsable et dévoué, il signe pour ce que l'on appelle les Tesserae (son nom est inscrit une fois supplémentaire pour les candidats aux Hunger Games en échange d'une ration supplémentaire de denrées alimentaires). Ainsi, lors des 74es Hunger Games, son nom était inscrit 42 fois. Quand Katniss se porte volontaire pour sa sœur, il lui fait la promesse de prendre soin de sa famille.
À l'issue des jeux, Gale entre dans les mines  mais sa relation avec Katniss est affectée par sa nouvelle amitié pour Peeta. Se forme alors un triangle amoureux autour des trois personnages Katniss, Gale et Peeta. Un jour, il est pris en train de braconner et se fait publiquement fouetter. Katniss pense alors que des deux, il est celui dont elle est réellement amoureuse. Il sauvera sa famille ainsi que celle de Katniss du bombardement du district 12 à la fin des 75es jeux. Cependant, leur séjour dans le district 13 mettra à mal leur relation dans le 3e volume. Les disputes se succèdent entre eux et il apparaît alors que leurs différends sont trop grands pour être surmontés.
Gale est d'une nature rebelle et courageuse. Il épouse corps et âme la cause des rebelles et est prêt parfois à sacrifier des innocents pour permettre l'aboutissement de la rébellion. C'est notamment ce point qui l'éloigne de Katniss. Il participe à l'élaboration d'armes meurtrières qui causeront par la suite involontairement la mort de Primrose, la sœur de Katniss. Gale le lui confirmera malgré lui, et Katniss ne lui pardonnera pas. À la fin de la trilogie, elle apprend que Gale travaille au district 2 ; dans le film, il en devient chef de la sécurité.
Gale ressemble beaucoup à Katniss. Il a des cheveux brun foncé, un teint olivâtre et des yeux gris orage, typiques de la Veine.

### Glimmer
Tribut féminin du District 1 dans le premier tome, elle est la partenaire de Marvel. Elle fait partie de la "meute des Carrières" et obtient entre 8 et 10 lors de l'examen au centre d'entrainement. Elle poursuit Katniss avec les autres carrières mais sera incapable de la suivre dans l'arbre et de l'atteindre avec son arc. Elle mourra des piqûres de guêpes tueuses après que Katniss eut coupé la branche sur laquelle était accrochée la ruche (c'est ici que Katniss récupère l'arc et le carquois). Dans l'adaptation cinématographique du premier volet, elle tue sans scrupule et élimine les tributs féminins des districts 6 et 10 ; elle semble également très attirée par Cato.
Leven Rambin interprète Glimmer dans le premier film. Elle a comme son personnage des cheveux blonds flamboyants et des yeux vert émeraude.

### Gloss
Gloss est un tribut de carrière du district 1 et ancien gagnant des Hungers Games à un an d'intervalle de sa sœur Cashmere. Sélectionné tous deux pour l'édition de l'expiation, c'est un bel homme au physique typique du district 1. Il remettra en cause comme sa sœur et d'autres tributs ces nouveaux jeux, car allant à l'encontre de la gentillesse des gens du Capitole envers eux depuis des années. Une fois dans l'arène, Gloss formera avec sa sœur, Brutus et Enobaria une alliance classique des Carrières. Il meurt plus tard tué par Katniss d'une flèche dans la tempe (le cœur dans le film) à la corne d'abondance juste après avoir égorgé Wiress. L'acteur Alan Ritchson joue son rôle dans le second film.

## H

### Haymitch Abernathy
Haymitch Abernathy est un quadragénaire et ancien gagnant des Hunger Games de la seconde Expiation, 24 ans avant l'histoire racontée dans le premier tome de la saga. Il vient du District 12. Il sert de mentor à Katniss et à Peeta lors des 74es Hunger Games. Il vit au Village des Vainqueurs, dans une grande solitude et son grand défaut est de boire plus que de raison ( il est d'ailleurs reproché plusieurs fois par Effie Trincket et Peeta Mellark ). Au fil du premier tome, il deviendra un allié précieux de Peeta et Katniss aux 74es Hunger Games malgré des relations pour le moins conflictuelles avec cette dernière. Haymitch est un homme grincheux que l'on pourrait décrire comme semblable à Katniss.
Entre le premier et second tome, Haymitch tente de préserver Katniss et Peeta des dangers et des menaces du Capitole qui pèsent sur eux,. En tant qu'ancien vainqueur des jeux, il se voit tirer au sort pour participer au 75es jeux avec Katniss mais Peeta se porte volontaire à sa place et le revoilà à nouveau mentor des deux jeunes gens. À leur insu cependant, Haymitch fait partie de la résistance et jouera son rôle pour les protéger et les sortir tous deux de l'arène. Peeta sera néanmoins capturé et Katniss en voudra terriblement à Haymitch car il lui avait promis d'aider avant tout Peeta dans ces jeux.
Dans le dernier tome, Haymitch désormais au district 13, est contraint à une cure de désintoxication et joue un rôle de conseiller au sein de la rébellion pour les spots de propagandes de Katniss, même si celle-ci est toujours revancharde envers lui à propos de Peeta. Elle comprendra un peu mieux son comportement quand elle voit la façon dont le président Snow brise les vainqueurs des Hunger Games. La mère, le petit frère et la petite amie d'Haymitch ont été assassinés car il avait compris dans l'arène le fonctionnement des champs de forces et défié ainsi l'autorité du Capitole.
Après la guerre, Haymitch reprend ses mauvaises habitudes à la boisson et suivra l'avis de Katniss en votant en faveur d'une dernière édition des Hunger Games où les tributs seraient les enfants du Capitole. Haymitch retournera vivre au district 12 avec Katniss sans garder le contact au début avant de renouer à nouveau des liens avec elle et Peeta revenu au douze lui aussi.
L'acteur Woody Harrelson joue le rôle d'Haymitch dans l'adaptation cinématographique.

### Hazelle Hawthorne
Elle est la mère de Gale. C'est une femme courageuse et travailleuse qui élève seule ses quatre enfants après la mort de son époux. Tout comme le père de Katniss, le mari de Hazelle trouve la mort dans une explosion de grisou. Une semaine seulement après la naissance de son dernier enfant, elle se remet au travail pour subvenir aux besoins de sa famille. Elle fait la lessive des marchands du district 12. Dans le deuxième volume, elle est assez proche de Katniss et cette dernière persuadera Haymitch de l'engager comme femme de ménage quand elle sera dans le besoin.
Dans le troisième tome, on apprend qu'elle a survécu au bombardement du 12 et qu'elle vit maintenant au treize avec Posy, Vick et Rory, ainsi que Gale. Elle encourage les préparateurs de Katniss, traumatisés par les mauvais traitements de Coin.

### Homes
Soldat d'âge mur, membre de l'escouade star qui infiltre le Capitole. Homes tentera de soigner Boggs après que ce dernier eut marché sur une mine puis le portera avec Katniss pour échapper à la vague noire déferlante. Mais Boggs décèdera quelques instants plus tard. Il porte ensuite Peeta évanoui sur son épaule et menace plus tard de l'assommer s'il refuse de les accompagner pour poursuivre la mission (Peeta se sentait coupable de la mort de Mitchell). Sa mort est suggérée car il ne ressort pas de l'attaque des mutations génétiques dans les égouts. Le personnage est interprété par Omid Abtahi.

## J

### Jackson
Femme soldate, elle seconde Boggs dans la mission d'infiltration au capitole. C'est une tireuse d'élite hors pair grâce à sa vue excellente. Lors de la mission, elle rechigne à confier à Katniss un tour de garde pour surveiller Peeta car elle pense qu'elle ne sera pas capable de lui tirer dessus si nécessaire. Jackson invente ensuite un jeu pour Peeta appelé "Réel ou pas réel" qui consiste à démêler le vrai du faux mais sera obligée de le menotter quand il perdra à nouveau la tête. Forcée de laisser le commandement à Katniss après la mort de Boggs, elle suggère vu le nombre de pièges de passer en sous-sol (dans le film, cette suggestion est faite par Pollux). Attaquées dans les égouts par des mutations génétiques, elle et Leeg 1 restent en arrière pour contenir les attaques des créatures mais toutes deux n'en réchapperont pas. Jackson est jouée par l'actrice américaine Michelle Forbes.

### Johanna Mason
Jeune femme du district 7 ayant remporté les éditions des 71es Hunger Games, Johanna a été sélectionnée pour participer aux Jeux de l'Expiation. Johanna a gagné ses premiers Jeux en se faisant passer pour une jeune fille faible afin de passer inaperçue. Ce n'est qu'après qu'elle a révélé sa redoutable aptitude à tuer,. Elle est franche et a toujours une remarque cinglante ou humoristique à faire. La première fois que Katniss rencontre Johanna, cette dernière se dénude devant Katniss et Peeta, afin de s'amuser de l'innocence de Katniss connue pour sa gêne notoire concernant la nudité. Johanna partage l'esprit de rébellion du District 13 et va aider Katniss au cours des 75es Hunger Games. Elle sauve Wiress et Beetee pour Katniss et réussira à lui enlever son mouchard. Elle sera toutefois capturée et torturée par le Capitole.
Dans le tome 3, elle est récupérée par les rebelles en même temps qu'Annie et Peeta. Par la suite, Johanna et Katniss s'entre-aident et s'apprécient à défaut de devenir vraiment amies et vont s'entraîner ensemble afin de participer à l'invasion du Capitole. Elles sont toutefois placées dans un groupe de débutants de 14-15 ans, "ce qui paraît d'abord un peu insultant, jusqu'à ce qu'il devienne évident qu'ils sont en bien meilleure condition physique qu'elles". Mais lors d'un ultime test basé sur les points faibles de chacun (pour Johanna une inondation), elle échoue car lors de sa détention au Capitole, elle fut torturée à l'eau et l'électricité. Pour la consoler, Katniss lui donnera des aiguilles de pin qui lui rappellent son district, celui de la forêt.
Après la mort du président Snow, elle votera pour l'organisation des derniers Hunger Games avec les enfants du Capitole comme tributs. Le président Snow a fait assassiner tous les proches de Johanna car elle a refusé de se prostituer aux gens du capitole,. Jena Malone prête son rôle dans l'adaptation au cinéma des tomes 2 et 3.

## K

### Katniss Everdeen
C'est l'héroïne et la narratrice du roman. C'est l'actrice Jennifer Lawrence qui interprète le personnage au cinéma. Elle a 16 ans et est une brune aux cheveux longs avec une natte. Elle vit avec sa mère et sa sœur Primrose dans la Veine, un quartier pauvre du District 12. Son père, mineur, est décédé dans une explosion de grisou. Elle doit donc prendre soin de sa famille, sa mère tombant dans une forte dépression. Débrouillarde, elle se rend tous les jours dans la forêt pour se procurer du gibier et le vendre à la Plaque (le marché noir du District) en échange d'aliments. C'est lors de ses premières chasses (6 mois après qu'elle a commencé) qu'elle fait la connaissance de Gale, de deux ans son aîné, qui deviendra son meilleur ami et confident.
Lors de la Moisson pour les 74es Hunger Games, sa petite sœur Prim, âgée de 12 ans, est tirée au sort. Katniss se porte volontaire pour la remplacer et demande à Gale de prendre soin d'elle et de sa mère. C'est ainsi que Katniss devient tribut du District 12 aux côtés de Peeta Mellark, ce dernier secrètement amoureux d'elle depuis l'école. Elle gagne les jeux avec Peeta mais sans le savoir, a déclenché la rébellion parmi les districts et la colère du Capitole et de son président Snow, que Katniss déteste plus que tout. Les 75es Hunger Games la renvoient dans l'arène avec Peeta mais, conscients de son impact sur la foule, les rebelles la sauvent des jeux pour servir la révolution qui éclate dans les différents districts. Désormais, elle incarne le geai moqueur, symbole de la rébellion contre le Capitole.
La guerre se termine par la victoire des districts sur le Capitole mais Katniss pleure la mort de sa sœur Prim. C'est pour elle que la jeune femme votera en faveur d'une dernière édition des Hunger Games impliquant des enfants du Capitole. Comprennant que son instigatrice, la présidente Coin, est indirectement responsable de la mort de Prim et que ses motivations réelles dès le début étaient de prendre la place de Snow, Katniss dévie volontairement son tir lors de l'exécution de ce dernier et tue Coin à sa place, sauvant Panem d'une probable nouvelle dictature.
Katniss Everdeen est un personnage peu sociable, tourmenté, fragile et forte à la fois. Elle doit survivre et se battre malgré elle dans des jeux barbares, et une guerre dont elle est involontairement à la fois l'élément déclencheur et le symbole. Elle est tiraillée entre l'amour de Peeta et de celui de Gale alors qu'elle-même ne peut dévoiler ses sentiments dans une vie où la souffrance et la mort sont le quotidien. À la fin, elle préfèrera la douceur de Peeta à la flamme de Gale, nourri par la haine et la colère. On apprend dans l'épilogue que Peeta et elle sont heureux et parents d'une fille et d'un garçon.

## L

### Leeg 1
Jeune femme d'une vingtaine d'années, soldate du district 13 faisant partie de l'escouade de Katniss à travers le Capitole. Elle et sa sœur se ressemblent terriblement si bien que pour ne pas les confondre, l'une est appelée Leeg 1 et l'autre Leeg 2. Après la perte de sa sœur, Leeg 1 poursuit sa mission d'infiltration malgré sa peine. Alors que l'escouade est traquée dans les égouts par des mutations génétiques, Leeg 1 et Jackson décident de rester au Hachoir pour les retarder mais les deux femmes ne reviendront pas. Leeg 1 est jouée par Mysty Ormiston. Dans le film, elle meurt au côté de sa sœur blessée, retranchées dans un immeuble détruit d'un tir de roquette.

### Leeg 2
Leeg 2 est la sœur jumelle de Leeg 1 et comme elle, est membre de l'escouade de Katniss. Lors de la mission, elle déclenche involontairement un piège non-répertorié et reçoit un morceau de métal dans la tête. Elle meurt avant l'arrivée des médecins. Dans le film, elle est jouée par Kim Ormiston ; elle est blessée par la même mine qui fauche Boggs et meurt avec sa sœur dans l'immeuble cerné par les Pacificateurs.

### Leevy
Leevy est l'ancienne voisine de Katniss et habite dans la Veine. Quand Gale est fouetté en public et que Peeta, Haymitch, Bristel et Thom le ramènent chez Katniss, Leevy leur propose son aide. Katniss dit à Leevy d'aller prévenir Hazelle, la mère de Gale, et de garder les frères et sœur de ce dernier. Après le bombardement du district 12, Leevy fait partie des chanceux qui rejoignent le district 13. Après le spot de propagande raté de katniss, Haymitch réunit plusieurs de ses connaissances dont Leevy et demande de relater les fois où Katniss a sincèrement ému tout le monde. Leevy parle la première et évoque le jour où elle s'est porté volontaire pour prendre la place de Prim lors de la moisson. Leevy n'apparait pas dans les seconds et troisième films et c'est Effie qui dans cette scène, parlera la première.

### Lyme
Lyme est une ancienne gagnante des Hunger Games qui venait du district 2. Femme d'entre deux âges, elle a une carrure impressionnante et commande les armées lors de la prise de la "Noix", la montagne où sont cachés les derniers fidèles du Capitole. Elle s'opposera à la tactique de Gale d'enterrer vivantes les personnes de la Noix. Elle n'est pas présente lors du vote des vainqueurs survivants pour une dernière édition des Hunger Games car elle a été tuée lors de la purge des vainqueurs. Purge lors de laquelle les Vainqueurs suspectés d'être pour le Capitole ont été éliminés par les rebelles et ceux suspectés d'être pour les rebelles éliminés par le Capitole.
L'actrice britannique Gwendoline Christie interprète son rôle dans le dernier film de la saga.

## M

### Madge
Seule amie de Katniss et fille du maire du district 12, elle donne la fameuse broche en forme de geai moqueur à Katniss lorsqu'elle part pour la première fois dans l'arène (dans le film, Katniss trouve la broche à la Plaque chez une vieille commerçante qui la lui donne ; Katniss offre ensuite l'objet à Prim en lui disant qu'elle porte chance, avant que cette dernière ne lui rende quand elle part pour le Capitole). C'est en quelque sorte grâce à Madge que Katniss aura le surnom de geai moqueur. Sa tante, Maysilee Donner, est morte dans l'arène l'année où Haymitch a remporté les Jeux.
Malgré sa position privilégiée, Madge est tout aussi éligible que les autres enfants du District 12 pour participer aux Hunger Games. Mais la jeune fille appartient à une classe aisée et n'a donc pas besoin de prendre des inscriptions supplémentaires pour aider sa famille. Gale, dont la situation personnelle est tout autre, le lui reproche. Mais Madge continue à voir Katniss dans le second tome et brave même la tempête afin d'apporter des médicaments anti-douleurs à Gale après que ce dernier a été fouetté en public.
Madge disparaît avec sa famille dans leur maison pendant le bombardement du District 12, à la fin des Jeux de l'Expiation. Leurs corps ainsi que ceux de leurs employés seront retrouvés lors de la reconstruction. Madge n'apparaît pas dans les films.

### Mags
Mags a remporté les Hunger Games dans sa jeunesse (autour de la 11e édition). Elle vient du district 4 et fut le mentor de Finnick Odair. Lors de la 75e édition des Hunger Games, elle se porte volontaire pour remplacer Annie Cresta bien qu'âgée de plus de 80 ans. Elle est capable de fabriquer un hameçon à partir de n'importe quoi mais s'exprime la plupart du temps dans un langage quasi-incompréhensible (dans le film, elle est muette). C'est un personnage assez discret, on sait qu'elle apprécie beaucoup Finnick et c'est sans doute pour cela qu'elle se porte volontaire à la place d'Annie Cresta, l'âme sœur de Finnick. Elle se sacrifiera dans l'arène après avoir embrassé Finnick, pour permettre à Katniss, Peeta et Finnick d'échapper au brouillard chimique. Lynn Cohen interprète son rôle au cinéma.

### Marvel
Tribut du district 1 comme Glimmer, sa partenaire, il est choisi pour la 74e Édition des Hunger Games. Il obtient dans le film la note de 9 lors de l'examen au centre d'entrainement. Habile avec un javelot, il tue la petite Rue avant que Katniss ne lui décoche une flèche dans le cou (le ventre dans le film). Il faisait partie des carrières. On n'apprend son nom qu'après sa mort, dans le tome 2, quand Katniss et Peeta se rendent dans le District 1 pour la Tournée des vainqueurs.
Lors des jeux, il chasse en meute avec les autres carrières Glimmer, Clove et Cato et la fille du quatre mais contrairement à eux, rien n'est dit sur sa personnalité. Il est davantage expressif dans le film comme lors de son interview par Caesar Flickerman où quand Katniss monte dans l'arbre pour lui échapper ainsi qu'aux autres carrières. Il est à l'origine de nombreux morts, uniquement représentés dans le film, joué par Jack Quaid :
- Tribut masculin (district 8)
- Tribut féminin (district 7)
- Rue (district 11)

### Maysilee Donner
C'était la tante de Madge, la sœur jumelle de sa mère. Elle fut la seconde fille du district 12 à être raflée lors des 50es Hunger Games, les seconds jeux de l'expiation, où deux fois plus de tributs doivent combattre. Elle abandonne à ses côtés sa sœur et une amie qui n'est autre que la mère de Katniss encore adolescente. Haymitch sera également tiré au sort pour ces jeux.
Dans une arène d'un paysage magnifique mais où tout ce qui est faune et flore se révèle mortel, Maysilee tire son épingle du jeu en utilisant une sarbacane et des fléchettes empoisonnée. Alors qu'Haymitch se trouve en difficulté avec un tribut de carrière, Maysilee lui sauve la vie et les deux jeunes gens décident de faire alliance. Alors qu'ils ne sont plus que cinq concurrents, ils décident de se séparer pour ne pas avoir à s'affronter. Mais peu après, la jeune fille se fait attaquer par des oiseaux rose bonbon qui la blessent mortellement au cou. Haymitch intervient mais ne peut qu'assister impuissant à l'agonie de son ex alliée.
La fameuse broche du geai moqueur appartenait à Maysilee Donner qui la laissa à sa famille avant l'arène. Bien des années après, Madge confia la broche à Katniss et quand cette dernière visionna la bande vidéo de la seconde expiation, la broche prit pour elle une signification plus importante.

### MrMellark
Boulanger du District 12, il est le père de Peeta. C'est un homme corpulent avec des brûlures caractéristiques de son travail. Monsieur Mellark connaît bien Prim et Katniss, ainsi que Gale car il commerce souvent avec eux, mais seulement en l'absence de sa femme peu sympathique, contrairement à lui. Il rend visite à Katniss lors des adieux aux proches avant les jeux et lui donne des cookies. Il aurait bien aimé avoir une fille et souhaitait dans sa jeunesse courtiser la mère de Katniss.
Dans le second tome, Mr Mellark continue son travail de boulanger malgré les destructions, mais les provisions s'épuisent et les magasins se vident. On apprend dans le troisième livre que la boulangerie a été détruite (comme le reste du District 12) et qu'aucun de ses occupants n'a survécu : Peeta perd donc ses parents et ses deux frères aînés.

### Messala
Membre de l'escouade star et de l'équipe de tournage, allié de Katniss, il est le jeune assistant de Cressida. Il porte plusieurs boucles d'oreille et un piercing à la langue. Tout comme Cressida, il n'hésitera pas à se porter au devant du danger pour filmer les spots de Katniss en zone de guerre et sera le premier à complimenter cette dernière pour ses coups d'éclats. Lors de la mission d'infiltration au Capitole, il effectue quelques mises en scène mais l'explosion (réelle cette fois) qui blesse mortellement Boggs le projette contre un mur. Finnick parviendra à le réanimer et à le sauver de la vague déferlante noire. Plus tard et une fois en sécurité dans un appartement, Messalla qui a vécu au Capitole, trouve de quoi manger pour l'équipe. Il mourra cependant dans les égouts du Capitole comme beaucoup d'autres à cause d'un piège qui le fera fondre comme de la cire. Evan Ross joue son rôle dans les deux derniers films.

### Mitchell
Soldat d'âge mur, membre de l'escouade au Capitole. Face aux caméras de l'équipe de Cressida, Mitchell essayera de faire bonne figure mais son manque de sérieux le fait rappeler à l'ordre par Boggs. Lorsque dans un excès de folie, Peeta tente de s'en prendre à Katniss, Mitchell intervient mais Peeta le repousse sur un piège qui emprisonne le soldat dans un filet de fil de fer barbelé soutenu par quatre câbles. Gale et Leeg 1 tenteront de faire sauter les câbles avant que la vague ne s'abatte sur lui. Mitchell est joué par Joe Chrest.

### Les morphinomanes
Tributs féminin et masculin du district 6 et anciens gagnants des Hunger Games tirés au sort ensembles pour participer aux jeux de l'Expiation. Tous deux sont maigres et ont la peau flasque dû à des années de prises de morphine. Haymitch précise dans le second film que ce sont des experts en camouflage et qu'ils ont gagné simplement en attendant que les autres s'entretuent. Lors de l'entraînement, ils s'occupent en peignant leur visage avec des tourbillons roses ; un autre jour, ils s'amusent avec Peeta à peindre la joue de Katniss avec des fleurs. Finalement, ils resteront à l'atelier de peinture durant tout l'entraînement.
Le tribut du 6 mourra la première journée mais sa partenaire survivra un temps. Quand Finnick, Katniss et Peeta sont attaqués par des singes génétiquement modifiés, la tribut du 6 surgit de nulle part et plaque une des créatures qui s'apprêtait à s'abattre sur Peeta. Le singe la blesse grièvement mais Peeta parvient à tuer l'animal. L'attaque terminée, il porte la femme mourante sur le sable, la réconforte et la remercie. Elle meurt quelques instants plus tard et Peeta la porte dans l'eau avant que la griffe d'un hovercraft ne la récupère. On apprend à la fin du tome 2 qu'elle et son partenaire faisaient partie du plan des rebelles pour protéger Katniss et Peeta. Elle est jouée dans le deuxième film par Megan Hayes. Son partenaire est lui joué par Justin Hix.

### La Muette
Un jour lors d'une chasse en forêt, Katniss et Gale assistent impuissants à l'enlèvement d'une jeune fugitive et le meurtre de son ami par des hommes du Capitole. Katniss la retrouvera bien plus tard, lors de ses premiers Hunger Games. Punie, devenue une Muette (la langue tranchée), elle travaille comme serveuse pour le Capitole. Katniss culpabilisera de n'avoir rien fait pour la sauver dans la forêt. Pourtant la Muette ne lui en voudra pas et la réconfortera peu avant le début des jeux. Elle sera à nouveau auprès de Katniss après que celle-ci sera rapatriée de l'arène et lui confirmera d'un hochement de tête que Peeta est sauf lui aussi. La Muette sera à
nouveau sa serveuse pour les jeux suivants au côté cette fois de Darius, devenu lui aussi un Muet.
On apprend dans le tome 3 (par Peeta) qu'elle s'appelait Lavinia. Elle sera torturée à mort par électrochocs et son cœur cessera de battre. Elle est décrite dans le livre comme rousse avec des traits fins et un teint de porcelaine.

### Octavia
Membre de l'équipe de préparation de Katniss lors des 74es Hunger Games et lors de l’Édition d'Expiation,. Elle est décrite dans le livre comme grassouillette, teinte en vert pomme des pieds à la tête et avec un maquillage outrancier,. Elle est la plus jeune du trio de préparateurs de Katniss et aussi la plus sensible,. Si Venia et Flavius auront le temps de s'occuper un peu de Katniss au moment de l'édition d'expiation avant que ce dernier ne craque à son tour, Octavia devra quitter Katniss avant même de commencer à s'occuper d'elle. Dans le tome 3, elle est rapatriée au district 13 à la fin de l'édition d'Expiation, avec Flavius et Venia, les deux autres membres de l'équipe de préparation de Katniss. C'est en partie sa faute s'ils sont torturés tous les trois pour avoir volé le pain car elle avait trop faim pour résister. Octavia retrouvera ses deux acolytes pour préparer Katniss en vue de l'exécution de Snow mais éclatera en sanglots en voyant le corps meurtrie de la jeune femme. Octavia est interprétée par Brooke Bundy.

## P

### Paylor
La commandante Paylor est une soldate la trentaine tout juste. Elle rencontre Katniss Everdeen à l'hôpital du district 8. Quand le bâtiment se fait bombarder, Katniss et Gale prêtent main-forte à ses hommes pour détruire les hovercrafts. Le conflit terminé, Paylor laisse Katniss rendre visite à Snow alors en captivité dans sa serre de roses, alors que les soldats refusaient de la laisser entrer. Après la mort de Coin, des élections d'urgence sont lancées et Paylor est élue présidente de Panem. Depuis son passage à la tête de Panem, les Hunger Games ont été abolis et les arènes rasées. Des monuments commémoratifs ont été érigés et l'histoire de Panem est enseignée à l'école. Patina Miller interprète son rôle dans les deux derniers films.

### Peeta Mellark
Peeta (Josh Hutcherson dans le film)  est le troisième fils du boulanger et habite dans le District 12. Il est blond aux yeux bleus. Il décore les gâteaux de la boulangerie et a un véritable don pour la peinture. Lors de la sélection des tributs pour la 74e édition des Hunger Games, il est tiré au sort aux côtés de Katniss. Ils se connaissent depuis l'école mais ne se sont jamais adressé la parole. Secrètement amoureux d'elle depuis l'enfance (ils ont le même âge), il lui jette un jour du pain brûlé alors qu'elle meurt de faimet se fait punir d'une gifle de sa mère, décrite comme "mégère. Le lendemain, Katniss essaiera de le remercier mais n'étant pas habituée à être en dette avec quelqu'un, elle n'y parviendra pas. C'est ce même jour qu'elle trouvera un pissenlit et se rappellera les jours de chasse avec son père, puis recommencera à chasser, cueillir(elle amènera Prim ce jour-là pour cueillir des pissenlits) et pêcher.
Lors de l'entraînement avant les jeux, Peeta fait profil bas et valorise Katniss, sachant qu'elle peut s'en sortir, mais pas lui. Il déclare son amour pour elle lors de l'interview la rendant ainsi encore plus désirable aux yeux du public. Il survit dans l'arène avec Katniss, mais est amputé de sa jambe blessée. Il se porte volontaire pour la 75e édition des Hunger Games à la place d'Haymitch mais se fait capturer par le Capitole dans l'arène alors que la guerre entre les districts et le Capitole éclate.
Torturé et reconditionné, Peeta devient l'instrument de propagande du Capitole,. Libéré par les rebelles, ses souvenirs sont modifiés et manipulés pour tuer Katniss, le geai moqueur. Il est soigné mais sa convalescence est longue et difficile. C'est en faisant un énorme travail sur lui-même que Peeta arrive à se contrôler. Intégré à la mission d'infiltration au Capitole, il est aidé par Katniss et ses amis pour démêler le vrai du faux. Lors du vote pour ou contre une dernière édition des Hunger Games avec les enfants du Capitole, Peeta s'y oppose catégoriquement.
Guéri, Peeta retourne dans le District 12 où il retrouve Katniss. Leur complicité et leur complémentarité renaissent. Pour le plus grand bonheur de Peeta, Katniss se rend compte qu'elle n'a plus à se mentir sur son amour : lui seul peut faire son bonheur et l'aider à survivre. 20 ans plus tard, l'épilogue montre Peeta et Katniss heureux ensemble et parents de deux enfants, une fille et un garçon.

### Plutarch Heavensbee
Il est le nouveau Haut Juge des Hunger Games, pour les Jeux de l'Expiation. Il rencontre Katniss pour la première fois lors d'une fête en l'honneur de Katniss et Peeta au Capitole. Lors d'une danse, il tente de faire passer un message à Katniss en lui montrant un geai moqueur (alors symbole de la rébellion) sur sa montre, mais elle n'en saisit pas la signification sur le moment. La jeune femme méprise cet homme qui pour elle, n'est rien de plus qu'un rouage malfaisant du Capitole.
Lorsque Katniss comprend le fonctionnement de l'arène, elle se rappelle la montre de Plutarch mais s'interroge sur la pertinence de cette coïncidence. Lorsque Katniss est exfiltrée de l'arène, Plutarch lui explique qu'il fait en réalité partie des rebelles et c'est lui qui, avec la complicité de Haymitch et de plusieurs tributs, est à l'origine de son sauvetage. Son but, rejoindre les rebelles au district 13 et lui permettre de devenir le geai moqueur comme symbole de la rébellion.
Une fois au district 13, Plutarch se joint à son état-major et sert un peu de médiateur entre Katniss et la présidente Coin afin d'amoindrir leurs tensions et de servir au mieux les intérêts de la rébellion. Il fait libérer les préparateurs de Katniss, gère les spots de propagande, (parfois sur le terrain) et la réhabilitation de Peeta après son exfiltration. La guerre terminée, il fait libérer Katniss après le meurtre de Coin et devient Secrétaire de la Communication de Paylor, la nouvelle présidente de Panem. Plutarch espère que la population saura "tirer les leçons" de l'histoire.
Remarque : dans le tome 1, il est le juge ayant trébuché dans un saladier de punch lorsque Katniss tire une flèche en direction des juges pour avoir leur attention.
L'acteur Philip Seymour Hoffman joue le rôle de Plutarch dans trois des films de la saga.

### Pollux
Frère de Castor et membre de l'équipe de tournage avec son frère. Il est roux et muet car il a eu la langue coupée. Il travailla dans les égouts du Capitole pendant 5 ans avant que ses proches ne puissent le faire remonter à la surface. Il devient complice avec Katniss au bord du lac en sifflant une musique avec des geais moqueurs. À son tour, il lui demande de chanter ce qu'elle fait avec brio. Cressida en profitera pour capturer cette scène ce qui donnera des nouvelles images de propagande servant la cause rebelle. Plus tard, lors de l'infiltration dans le Capitole, Pollux guidera l'escouade star à travers les égouts puis jusqu'à une sortie pour échapper aux mutations génétiques. L'équipe perdra cependant plusieurs membres, dont son frère Castor.
Pollux restera avec Cressida pour couvrir les ravages du conflit. Dans le quatrième film, il est présent à ses côtés pour l'exécution de Snow. Pollux est interprété par l'acteur Elden Henson.

### Portia
Elle est la styliste de Peeta Mellark lors des 74es et 75es Hunger Games. Elle fait équipe avec Cinna ; ensemble ils ont créé toutes les tenues en rapport avec le feu pour Peeta et Katniss,. On apprend dans le tome 3 qu'elle a été exécutée en direct à la télévision, sur ordre du président Snow, avec les trois autres membres de son équipe de préparation de Peeta. C'est Latarsha Rose qui joue son rôle dans l'adaptation cinématographique.

### Posy Hawthorne
Elle est la petite sœur de Gale et est âgée de 5 ans dans le second tome. Réfugié au treize après la destruction du douze, elle interrogera Octavia sur sa couleur verte et malgré son âge, la réconfortera en lui disant qu'elle serait jolie quelle que soit sa couleur. Sa couleur favorite est le rose bonbon.

### Primrose Everdeen
Primrose, surnommée Prim, est la sœur cadette de Katniss. Elle a été nommée d'après les primevères (Primrose en anglais signifie primevère). Elle a la malchance d'être tirée au sort pour participer aux 74es Hunger Games à seulement 12 ans, sans grand espoir d'en sortir vivante. Par amour pour sa sœur, Katniss se porte volontaire à sa place. Elle a souvent un pan de sa chemise sortant de sa jupe ou de son pantalon comme un canard, c'est d'ailleurs comme cela que Katniss la reconnaît dans le troisième volume, durant l'attaque du Capitole.
Contrairement à sa grande sœur, Primrose est blonde aux yeux bleus, comme sa mère. Charmante et aimant les animaux, elle recueille et s’occupe de Buttercup, son chat, et Katniss lui offre une chèvre pour son anniversaire, Lady. Dans les premiers volumes, c'est une jeune fille assez peureuse et délicate mais au fil du temps, elle s'affirme et devient une adolescente mûre et intelligente,. Tout comme sa mère, c'est une soigneuse née et héritera également du courage de son père et la pugnacité de Katniss. Malgré son naturel peureux, elle n'est pas effrayée par la vue du sang et assiste efficacement sa mère. À l'issue du troisième volume, elle entreprend des études de médecin.
Elle fait partie de l'équipe des soigneurs chargées de s'occuper des enfants blessés lors de l'attaque du Capitole. Elle meurt brûlée vive sous les yeux de Katniss lorsque les derniers parachutes explosent (parachutes envoyés par les rebelles du district 13). On suppose que c'est la présidente Coin qui est indirectement à l'origine de sa mort. Katniss en arrive à la déduction qu'à 13 ans, elle n'aurait pas pu rejoindre l'équipe de soigneurs sans une autorisation expresse de la présidente Coin. Elle pense que cette dernière comptait sur la mort de Prim pour la briser mentalement.
Dans les quatre films de la saga, Primrose est interprétée par Willow Shields.

### Purnia
Purnia est une Pacificatrice du District 12 que Katniss voit souvent manger chez Sae Boui-Boui. Elle intervient en faveur de Gale lorsque ce dernier est fouetté publiquement par le nouveau chef des Pacificateurs, Romulus Thread.

## R

### La Renarde
Elle est le tribut féminin du district 5 lors des 74es Hunger Games et fait partie des derniers concurrents vivants. Son surnom vient de ses cheveux roux et ses taches de rousseur (qui ne sont pas sans rappeler la fourrure d'un renard) et le fait qu'elle soit pleine de ressources et extrêmement rusée. C'est d'ailleurs grâce à son ingéniosité qu'elle parvient à demeurer si longtemps dans l'arène, en dépit de son petit gabarit (elle est l'un des cinq derniers tributs à mourir, juste avant Thresh et Cato). Elle parvient à comprendre le mécanisme des mines disposées autour des provisions des carrières. Elle est suffisamment intelligente pour prélever juste ce qu'il lui faut pour survivre sans jamais attirer l'attention de ceux à qui elle vole des provisions. Elle prouve une fois de plus sa ruse lorsqu'elle se cache dans la Corne d'abondance afin de récupérer son sac, au cours du Festin. Elle meurt finalement empoisonnée parce qu'elle vole des baies de sureau mortelles à Peeta pendant que celui-ci fait la cueillette. C'est justement parce que Peeta lui-même n'a pas conscience que les baies sont empoisonnées qu'elle se risque à les lui voler. D'après Katniss, si cela avait été un piège, elle aurait sans doute senti la tromperie et n'aurait pas mangé ces baies. Malgré ses faibles compétences physiques, La Renarde a failli remporter les Hunger Games grâce à son ingéniosité. La Renarde est interprétée dans le premier film par Jacqueline Emerson.

### Ripper
C'est une commerçante de la Plaque qui vend de l'alcool. Elle travaillait autrefois aux mines avant qu'elle ne perde un bras dans un accident. Malgré la Plaque incendiée et son arrestation, elle parviendra à poursuivre ses ventes d'alcool mais promettra à Peeta (en échange d'argent) de ne vendre aucune bouteille à Katniss et Haymitch afin que ces derniers s'entraînent sérieusement pour les jeux de l'Expiation. Ripper apparaît au début du second film dans une scène coupée au montage ; elle est jouée par Taylor St. Clair.

### Rory Hawthorne
Jeune frère de Gale. Il a 12 ans dans le second tome et c'est le deuxième plus vieux de la famille Hawthorne. Il devait apprendre à tirer à l'arc avec Gale, mais finalement, Katniss s'en charge car Gale préfère réserver ses dimanches à celle-ci. Quand la situation se dégrada au district 12 après l'arrivée de nouveaux pacificateurs, Rory prit, au grand dam de son grand frère, des inscriptions supplémentaires ou "tessarae" pour les jeux en échange de denrées alimentaires. Rory et le reste de la famille seront sauvés par Gale du bombardement du douze et se réfugieront au district 13.

### Rue
Fillette de 12 ans sélectionnée comme tribut du District 11 lors des 74es jeux. Elle n'a à priori aucune chance de l'emporter mais obtient pourtant la note de 7 lors de l'examen au centre d'entrainement. Elle possède de véritables qualités comme la connaissance des plantes, ou l'art de sauter d'arbre en arbre, qui lui permettront de survivre longtemps dans l'arène. Elle finit par former une alliance avec Katniss qui s'attache très vite à elle car elle lui rappelle sa propre petite sœur Prim. Ensemble, elles parviendront à détruire les provisions des tributs de carrière mais Rue sera finalement tuée par Marvel. Sa mort provoque une forte émotion chez Katniss qui lui chante une berceuse et la recouvrit de fleurs.
Lors de l'expiation, Peeta réalise un portrait de Rue pendant son entrainement privé face aux juges, culpabilisant les juges d'avoir "tué" une petite fille de 12 ans. Katniss retrouvera souvent Rue dans ses cauchemars.
Rue est joué par Amandla Stenberg. Elle est décrite comme petite, ayant la peau sombre et satinée, ainsi que des cheveux et des yeux sombres.

## S

### Sae Boui-Boui
Vendeuse de soupe à la Plaque du district 12, c'est une "vieille femme décharnée". Elle tient à Katniss et à Gale car elle les connaît depuis longtemps pour leur acheter du gibier à leur retour de la chasse. On apprend dans le tome 2 qu'elle lança une collecte pour sponsoriser Peeta et Katniss dans les jeux. Dans le tome 3, elle fait partie des survivants après le bombardement du Douze et trouve refuge comme tant d'autres au district 13. Ses talents de cuisinière permettent de diversifier un peu la nourriture monotone du Treize. Le gibier chassé par Gale et Katniss relève également l'ordinaire des plats. Les districts tombants les uns après les autres, les produits arrivent en abondance et elle pourra constituer des plats encore plus copieux.
Après la guerre, Sae Boui-Boui retourne vivre au disctrict 12 et s'occupe de Katniss pendant plusieurs mois en lui faisant la cuisine, car la jeune femme reste désespérément inactive dans sa maison du Village des Vainqueurs, épargnée par les bombardements. Elle a une petite-fille qui semble, peut-être, autiste et qui l'accompagne lors de ses visites chez Katniss. Elle lui donnera des nouvelles de Gale et s'occupera d'elle jusqu'à qu'elle reprenne goût à la vie.

### Seeder
C'est une femme d'environ 60 ans. Ancienne gagnante du district 11 (autour des 33es Hunger Games), elle est tirée au sort avec Chaff pour participer aux jeux de l'expiation. Lors de sa première rencontre avec Katniss, elle la serre dans ses bras et la réconforte quant au sort des familles de Thresh et Rue. Elle se fera tuer durant le bain de sang la première journée dans l'arène. Seeder est interprétée par la chanteuse américaine Maria Howell.

### Seneca Crane
Il est le haut juge des premiers jeux de Katniss et Peeta. Dans le premier film, il possède "un style bien à lui" et sait "canaliser les foules" ; il se laissera convaincre par Haymitch de laisser deux vainqueurs, faisant ainsi naître une histoire d'amour entre Katniss et Peeta. À la fin de ces jeux, lorsque Katniss et Peeta prennent les baies pour se suicider, il met fin brutalement aux Hunger Games, obligeant Claudius Templesmith à annoncer à la dernière seconde qu'il y aurait deux vainqueurs.
Mais par son acte, il donne l'image d'un Capitole qui fléchit devant le chantage de Katniss. Pour cette raison, le président Snow le fera exécuter. Il meurt dans des conditions inconnues dans le livre ; mais dans le film, il est enfermé dans une pièce avec pour seule nourriture du sureau mortel. "Il a choisi de ne plus respirer" selon l'euphémisme de Plutarch Heavensbee dans le second film.
Lors de la séance faces aux juges des 75es jeux, Katniss, pour faire oublier la démonstration de Peeta, inscrit le nom Seneca Crane sur un mannequin qu'elle pend, ce qui ne manque pas d'avoir l'effet escompté sur les juges. Seneca Crane est joué par l'acteur Wes Bentley.

## T

### Tax
Il est instructeur au centre d'entraînement du Capitole de l'atelier de tir à l'arc pour les 75es Hunger Games. Il corsera l'exercice pour Katniss en passant de cibles statiques aux cibles mouvantes mais la jeune femme fera mouche à chaque fois. La plupart des autres vainqueurs cesseront alors toute activité pour la regarder et la moitié d'entre eux la voudront comme alliée dans l'arène.

### Thom
Ancien équipier de Gale à la mine du district 12. Il est témoin de la confrontation entre Gale, Darius et Thread. Avec un autre collègue Bristel, il aidera à porter Gale blessé au village des vainqueurs et racontera à Katniss et aux autres ce qui s'est passé. La jeune femme croisera Thom au district 13 puis à nouveau au douze après la guerre alors entrain d'extirper les corps des ruines de la maison du maire. Il lui confirmera la mort de ce dernier ainsi que celle de toute sa famille (dont Madge) et de deux de leurs employés. Un peu plus tard, il raccompagnera Katniss chez elle, épuisée de son retour de balade.

### Thread
Romulus Thread est le nouveau chef des Pacificateurs au district 12. Il apparaît peu après le retour de Katniss et de Peeta de la tournée des vainqueurs. Il remplace Cray dont nul ne sait ce qu'il est advenu. C'est un homme brutal qui n'hésite pas à fouetter Gale en public pour braconnage et frapper le jeune Darius qui tentait de s'interposer. Sous son commandement, la vie au Douze jusque là assez tranquille bascule dans la terreur : le marché noir est incendié, les habitants sont surveillés, et la mine est temporairement fermée, privant les habitants de leur gagne-pain quotidien. Lors de la Moisson de l'expiation, il n'y a pas d'adieux aux familles et Thread sera chargé d'amener séance tenante Katniss et Peeta ainsi qu'Haymitch et Effie à la gare. Le personnage de Thread est interprété par Patrick St. Esprit dans le second film.

### Thresh
Partenaire de Rue lors des Jeux, il est le tribut masculin du District 11. C'est un colosse capable de soulever des charges impressionnantes et de tuer sans ciller. Il obtient la note de 10 (9 dans le film) lors de l'examen au centre d'entrainement. Il est décrit dans le livre comme quelqu'un de détaché et peu loquace. Il refusera une alliance avec les carrières et restera dans son coin de l'arène durant tous les Jeux. Il montrera le bout de son nez lors d'un évènement spécial, organisé par les juges, durant lequel il sauvera la vie de Katniss en tuant brutalement Clove en lui fracassant le crâne avec une pierre (dans le film, il la projette contre un angle de la Corne d’Abondance). Il épargnera ensuite Katniss pour avoir aidé Rue. Sa mort est suggérée, tué par Cato dans le livre, par les mutations génétiques dans le premier film. Dans le quatrième film en revanche, lorsque Katniss est menacée par un membre du district 2 dans un tunnel de la Noix, elle fait référence à Tresh tué par Cato. Le garçon est à l'origine de deux morts pendant les jeux :
- Tribut masculin (district 7) (dans le film uniquement, à la corne d'abondance)
- Clove (district 2)

Thresh est interprété par Dayo Okeniyi.

### Tigris
Tigris est une espionne de Plutarch Heavensbee, au Capitole. Ancienne styliste pour les tributs qui participaient aux Hunger Games, elle fut retirée de ses fonctions au bout de plusieurs éditions des Jeux. Après quoi elle devient propriétaire d'un petit magasin de vêtements en fourrure. Elle a subi plusieurs changements esthétiques au niveau de son visage : des moustaches et une forme et une couleur de visage caractéristique d'un tigre, ainsi qu'une façon de parler similaire à des bruits félins. D'après Katniss, ses nombreuses retouches esthétiques donnent un résultat plutôt désagréable qui symbolise bien les excès du Capitole.
C'est elle qui cache pendant quelques jours Katniss, Gale, Peeta, Pollux et Cressida dans le sous-sol de sa boutique (alors même qu'une réquisition de tous les magasins du Capitole a été ordonné pour accueillir des habitants fuyant les combats). Elle leur apporte à manger, les informe des nouvelles et leur procure des vêtements civils. Tigris est jouée par Eugenie Bondurant.
Dans Hunger Games : La Ballade du serpent et de l'oiseau chanteur, on en apprend un peu plus sur elle. Elle est la cousine de Coriolanus Snow, futur président de Panem et mentor de Lucy Gray Baird lors de la dixième édition des Hunger Games. Couturière hors pair, elle est d'un grand soutien pour son cousin, qu'elle aide autant qu'elle peut, notamment en lui fournissant une élégante chemise pour qu'il puisse assister à la cérémonie de remise des prix (où il apprendra la nouvelle de son rôle de mentor).

### Titus
Venant du district 6 et ancien participant des 49es Hunger Games, il sombre dans la folie pendant ses Jeux et mange chacune de ses victimes, si bien qu'on doit l'étourdir au taser afin d'enlever les corps. Il meurt dans une avalanche de neige qui a été provoquée par les Juges ; car même si le Capitole aime le spectacle et les crimes de manière "artisanale", le cannibalisme passe mal vu par le public. Les scènes filmées ont sûrement été censurées auprès du public.

### Tribut féminin, district 3
Sélectionnée pour les 74es Hunger Games, elle est représentée (dans le film uniquement) comme une jolie jeune fille mais néanmoins faible et vulnérable, jouée par Kalia Prescott. Elle mourra lors du premier combat dans l'arène. Dans le film, elle est tuée par le tribut mâle du district 5.

### Tribut masculin, district 3
Le tribut masculin sélectionné pour participer aux 74es Hunger Games est un garçon maigrichon au teint pâle. Il survit au premier combat à la corne d'abondance et son talent pour reconfigurer des bombes lui permet de s'allier aux tributs de carrières. En effet, il sera à l'origine des mines posées tout autour des vivres et des armements restants, récupérés par les carrières après le massacre. Néanmoins, Katniss fait exploser les mines, détruisant tous les vivres et toutes les armes. Il se fera briser le cou par un Cato en colère sous le regard de Katniss. Il est joué par l'acteur Ian Nelson.

### Tribut féminin, district 4
Dans le tome 1, elle fait partie de la meute des carrières sans plus de précisions et survit logiquement au premier combat dans l'arène. Elle meurt cependant peu avant Glimmer sous les piqûres de guêpes tueuses. Dans le film, elle ne fait pas partie des carrières et meurt autour des combats de la corne d'abondance. Le Making-of montre le personnage joué par Tara Macken se faire tuer par Cato.

### Tribut masculin, district 4
Dans le roman, il fait partie des tributs de carrières mais à la surprise de Katniss, il est tué le premier jour autour de la corne d'abondance. Dans le film, c'est un tout autre personnage : benjamin des tributs masculin, faible physiquement, petit et aux cheveux bouclés, il n'a manifestement aucune chance de gagner. Il est le dernier à mourir durant le premier combat à la Corne d'abondance, tué par Cato. Dans le film, il est interprété par Ethan Jamieson.

### Tribut masculin, district 5
On sait peu de chose sur lui si ce n'est qu'il meurt le premier jour à la corne d'abondance. Dans le film, il est joué par Chris Mark et tue la fille du district 3 avec un coup d'épée et finit poignardé par Glimmer dans la Corne d'abondance.

### Tribut féminin, district 6
On sait peu de choses sur elle dans le tome 1 si ce n'est qu'elle perd la vie lors du premier combat. Dans le film, elle est interprétée par Kara Petersen et son personnage est tué par Glimmer pendant le premier affrontement dans l'arène.

### Tribut masculin, district 6
Sélectionné pour participer aux 74es Hunger Games, il est interprété dans le film par Ashton Moio et meurt comme la moitié des tributs peu après le début du jeu. Toujours dans le film, il a une altercation avec Cato dans le centre d'Entrainement, celui-ci l'accusant de lui avoir volé son couteau alors que c'est en réalité Rue qui le lui a volé. Cato le menace de surveiller ses arrières dans l'arène. Il sera tué par Cato dans la Corne d'abondance après avoir tenté d'essayer de tuer Glimmer.

### Tribut féminin, district 7
Elle meurt dans le bain de sang à la corne d'abondance. Elle est décrite dans le film comme étant quelqu'un de solide mais elle se fait tuer par Marvel lors du premier combat. Le personnage est joué par Leigha Hancock.

### Tribut masculin, district 7
Choisi pour représenter le district du Bois d'Œuvre et joué par Sam Ly. Il se fait tuer lors du premier affrontement. Dans le film, on le voit se faire tuer par Thresh avant que ce dernier ne s'enfuie dans les bois.

### Tribut féminin, district 8
Elle apparaît faible dans le film comme son partenaire du district 8 et se fait peu remarquer. Elle surprendra tout le monde en survivant au premier affrontement à la Corne d'abondance. Dans la nuit, elle fait un feu que Katniss aperçoit de son arbre, qui attirera les carrières. Elle est la douzième à mourir dans l'arène, tuée par Glimmer dans le film, et achevée par Peeta dans le tome. Son personnage est interprété par l'actrice Mackenzie Lintz.

### Tribut masculin, district 8
Dans le film, il apparait faible physiquement. Sam Tan lui prête son rôle. Pendant l'entrainement au centre, on peut le voir échouer à l'épreuve de l'échelle horizontale. Il mourra dès le début et sera le premier des tributs à perdre la vie dans le film lors du premier combat à la Corne d'abondance, tué par Marvel.

### Tribut féminin, district 9
On sait très peu de choses sur elle si ce n'est qu'elle perd la vie lors du premier combat à la Corne d'abondance. Elle est jouée par Annie Thurman. Dans le Making-of, une scène de cascade la montre se faire tuer par le tribut féminin du district 4.

### Tribut masculin, district 9
Ce jeune garçon joué dans le film par Imanon Yepez-Frias arrive en même temps que Katniss sur un sac à dos, à la Corne d'abondance. Ils se le disputent et , crache un jet de sang sur Katniss , c'est à ce moment-là qu'il meurt, tué par Clove d'un couteau dans le dos. Dans le film, il manque de peu de tuer Katniss et c'est le couteau providence de Clove qui sauvera Katniss.

### Tribut féminin, district 10
On sait peu de choses sur elle. Dans le tome 1, elle meurt lors du premier combat. Dans le film, est interprétée par Dakota Hood.

### Tribut masculin, district 10
Décrit comme solide dans le film, le personnage est joué par Jeremy Marinas et se fait remarquer par son habileté durant l'entrainement au centre. Dans le tome en revanche, c'est un garçon estropié et discret. Malgré son handicap, il survivra à la première journée des jeux et assez longtemps après. Dans le film lors du premier combat, Cato le blesse gravement sur le torse mais il arrive à s'enfuir avec un sac (contenant probablement des soins). Dans le tome 1, on apprend sa mort lorsque Katniss et Rue sont réveillés d'un coup de canon. Elles ignorent quel tribut est tombé à ce moment là mais Katniss suppose que c'est l'œuvre d'un carrière. Son image apparaitra dans le ciel en même temps que celle du garçon du district 3, confirmant ainsi sa mort. Dans le film, c'est Rue qui apprend à Katniss que la fille du 1 (Glimmer) et le garçon du 10 sont morts pendant son sommeil.

### Twill
Fugitive du District 8 avec Bonnie. C'est une femme d'environ 35 ans, elle a le menton pointu et les yeux marron clair. À l'origine, Twill devait quitter le district avec son mari pour répandre la nouvelle de la rébellion afin que le mouvement s'étende aux autres districts. Mais l'usine de textile où elle travaillait fut réduite en cendre par un bombardement et son mari fut tué. Étant également enseignante de formation, elle récupéra des uniformes de Pacificateurs volés et des vivres et parviendra à quitter le 8 avec Bonnie, une de ses élèves dont toute la famille a également été tuée. Twill et Bonnie rencontrent Katniss dans la forêt par hasard et lui apprennent notamment l'existence probable de gens terrés sous les ruines du District 13, leur destination. Katniss leur donne ses provisions et enseigne à Twill les rudiments de la survie en forêt. On ne sait ce que Twill et Bonnie sont devenues par la suite, les deux femmes n'ayant pas rejointes le District 13.

## U

### Maire Undersee
C'est le maire du district 12 et le père de Madge ; c'est également un client régulier de Katniss et Gale. Il est grand et possède une calvitie prononcée. Bien que plus aisé que la plupart des gens du district 12, le maire est avant tout soumis aux règles du Capitole et n'apprécie guère les châtiments en public pouvant être monnaie courante dans d'autres districts. Le jour de la moisson, il rappelle l'histoire de Panem avant le tirage au sort. Lorsque Katniss se porte volontaire à la place de sa sœur, bousculant pour le coup l'ordre protocolaire souhaité par Effie, le maire abrège et demande à Katniss d'avancer. Il est navré pour elle car c'est une amie de Madge et parce que cinq ans plus tôt, il lui a remis une médaille après la mort de son père dans la mine.
De par sa fonction, le maire est le seul membre de son district qui connaisse les événements se déroulant dans le reste de Panem grâce à un appareil audiovision, notamment les différents soulèvements. Katniss par inadvertance, verra ces images de révolte. La maison du maire sera détruite lors du bombardement de son district et tous ses occupants tués, famille et employés.

## V

### Venia
Venia est la troisième membre de l'équipe de préparation de Katniss,. Elle est décrite dans le livre comme très mince, avec les sourcils et les cheveux bleus, ces derniers dressés en pointe autour de son visage. Elle a aussi des tatouages dorés au-dessus des sourcils. Elle est la seule qui sera assez forte pour rester aux côtés de Katniss et s'occuper d'elle lors de l'édition d'Expiation des Hunger Games. Dans le troisième tome, elle est rapatriée au district 13 à la fin de l'édition d'Expiation, comme les deux autres membres de l'équipe de préparation de Katniss, et torturée pour avoir volé du pain, puis libérée par Plutarch pour reprendre ses fonctions. On retrouve Venia à la fin du tome pour s'occuper à nouveau de Katniss et la préparer pour l'exécution de Snow. Elle lui confirmera qu'elle, Octavia et Flavius sont les seuls stylistes de l'expiation encore en vie. Venia est jouée dans le film par Kimiko Gelman.

### Vick Hawthorne
Jeune frère de Gale de 10 ans (dans le tome 2), il survivra du bombardement du district 12 grâce à son grand frère et sera réfugié du treize.

## W

### Woof
Ancien gagnant du District 8, un des plus âgés après Mags à avoir remporté les jeux, il est sélectionné pour participer à la troisième édition des expiations avec Cecelia. Atteint de surdité, il peine à comprendre ce qu'on lui dit. Lors de son entrée dans l'arène, il est celui qui se trouve le plus près de la plaque de métal où se trouve katniss. Il mourra lors du premier combat. Woof est joué par John Casino.

### Wiress
Ancienne gagnante du District 3, elle est la partenaire de Beetee et a à peu près l'âge de la mère de Katniss. Elle est, comme tous les gens de son district, très intelligente mais a tendance à ne jamais terminer ses phrases. Elle porte le surnom de Tics et apprend à Katniss comment reconnaître le champ de force. Elle participe à la troisième Expiation et sera sauvée de la pluie de sang avec Beetee par Johanna pour aider Katniss. Sous le choc et répétant sans cesse "Tic-Tac" peu après, elle fait comprendre à Katniss que l'arène est une horloge. Elle meurt près de la Corne d'abondance tué par Gloss. Wiress est jouée par l'actrice Amanda Plummer.

## Y

### York
Femme instructrice à l'entraînement militaire du District 13. D'âge moyen, d'un fort tempérament, c'est elle qui remet d'aplomb Katniss et Johanna pour les préparer à partir en mission au Capitole. D'abord sceptique, elle constatera les progrès des deux jeunes femmes et les recommandera pour l'examen final. Katniss réussira mais pas Johanna, encore traumatisée par les séances de torture au Capitole.